# Jean-Baptiste Lestiboudois
Jean-Baptiste Lestiboudois (Douai, 30 de enero de 1715-Lille, 20 de marzo de 1804) fue un botánico francés.

## Biografía
Era hijo de Pierre Lestiboudois maestro escribano, estudió varios años farmacia en el Hospital de Douai y en la Universidad de Douai, obteniendo en 1739 el grado de licencia en medicina, y se instala en Lille. A su llegada a la ciudad de Lille, realiza una carta de Botánica que nunca se publicó. En 1737 realiza una publicación acerca de las ventajas del cultivo de la papa.
Fue farmacéutico en jefe del Ejército francés, en 1739. Realizó diversas campañas militares para herborizar. En 1758, es nombrado boticario-mayor en el ejército de Bas-Rhin, y estudiará las plantas de las regiones de Colonia y de Brunswick.
En 1770, es nombrado por el magistrado de Lille profesor de Botánica. Fue principal redactor con Pierre Riquet de: Pharmacopoea, jussu senatus insulensis tertio edita (1772).
Propone, en 1774, en su Carte de botanique un método combinante del sistema de Tournefort y del de Linneo. Completa esa obra con Abrégé élémentaire de botanique.
A partir de 1796, fue « Profesor Nacional de Historia Natural» à l’École centrale du département du Nord à Lille, établie dans les locaux de l'ancien couvent des Récollets, rue des Arts.
Su hijo, François-Joseph Lestiboudois (1759-1815), y su nieto Gaspard Thémistocle Lestiboudois (1797-1876), también fueron botánicos.
- La abreviatura «J.Lestib.» se emplea para indicar a Jean-Baptiste Lestiboudois como autoridad en la descripción y clasificación científica de los vegetales.[4]